# Wigan Athletic Football Club 2021-2022
Questa voce raccoglie le informazioni riguardanti il Wigan Athletic Football Club nelle competizioni ufficiali della stagione 2021-2022.

## Maglie e sponsor
| Casa | Trasferta |

Sponsor ufficiale: Epic.gi
Fornitore tecnico: Puma

## Rosa
Aggiornata al 10 febbraio 2022.
| N. |                        | Ruolo | Calciatore     |
| -- | ---------------------- | ----- | -------------- |
| 1  | Inghilterra (bandiera) | P     | Jamie Jones    |
| 2  | Inghilterra (bandiera) | D     | Kell Watts     |
| 3  | Inghilterra (bandiera) | D     | Tom Pearce     |
| 4  | Inghilterra (bandiera) | D     | Tom Naylor     |
| 5  | Inghilterra (bandiera) | D     | Jack Whatmough |
| 6  | Giamaica (bandiera)    | C     | Jordan Cousins |
| 7  | Galles (bandiera)      | C     | Gwion Edwards  |
| 8  | Inghilterra (bandiera) | C     | Max Power      |
| 9  | Inghilterra (bandiera) | A     | Charlie Wyke   |
| 10 | Irlanda (bandiera)     | A     | Will Keane     |
| 11 | Inghilterra (bandiera) | A     | Gavin Massey   |
| 12 | Inghilterra (bandiera) | P     | Ben Amos       |
| 15 | Scozia (bandiera)      | D     | Jason Kerr     |
| 16 | Giamaica (bandiera)    | D     | Curtis Tilt    |
| 17 | Irlanda (bandiera)     | C     | Jamie McGrath  |

| N. |                             | Ruolo | Calciatore       |
| -- | --------------------------- | ----- | ---------------- |
| 18 | Scozia (bandiera)           | C     | Graeme Shinnie   |
| 19 | Inghilterra (bandiera)      | C     | Callum Lang      |
| 20 | Inghilterra (bandiera)      | C     | Tom Bayliss      |
| 21 | Inghilterra (bandiera)      | D     | Joe Bennett      |
| 23 | Irlanda (bandiera)          | C     | James McClean    |
| 26 | Irlanda (bandiera)          | C     | Glen Rea         |
| 27 | Zimbabwe (bandiera)         | D     | Tendayi Darikwa  |
| 28 | Irlanda del Nord (bandiera) | A     | Josh Magennis    |
| 30 | Norvegia (bandiera)         | C     | Thelo Aasgaard   |
| 31 | Malta (bandiera)            | D     | James Carragher  |
| 32 | Inghilterra (bandiera)      | D     | Adam Long        |
| 34 | Scozia (bandiera)           | D     | Luke Robinson    |
| 36 | Galles (bandiera)           | C     | Scott Smith      |
| 39 | Inghilterra (bandiera)      | A     | Stephen Humphrys |